# Alexandra Attalides

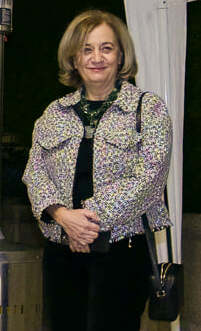
Alexandra Attalides, 2021

Alexandra Attalides (* 25. Dezember 1958 in Kakopetria, Zypern) ist eine griechisch-zypriotische Politikerin. Seit 2021 ist sie Parlamentsabgeordnete für den Wahlbezirk Nikosia.

## Werdegang
Alexandra Attalides wurde am 1. Weihnachtstag 1958 in Kakopetria geboren. Sie studierte Kommunikation und Öffentlichkeitsarbeit. Sie erhielt ihren Master-Abschluss in Europäischem Management (MBA) an der Freien Universität Brüssel. Darüber hinaus verfügt sie über ein Diplom in technischer Analyse der Finanzmärkte, ein Diplom in Tourismusstudien und ein Reiseführerdiplom. Sie ist akkreditiertes Mitglied (Advanced) der Cyprus Securities and Exchange Commission. Sie war Vizepräsidentin der Journalistischen Ethikkommission und Mitglied des Rates des Mittelmeerinstituts für Sozial- und Geschlechterstudien. Im Zeitraum 2008–2020 war sie Pressevertreterin des Büros des Europäischen Parlaments in Zypern und im Zeitraum 2013–2015 stellvertretende Leiterin.

## Politische Arbeit
Für die Ökologenbewegung – Bürgerkooperation wurde Attalides bei den Parlamentswahlen 2021 für die 14. Wahlperiode zum Abgeordneten im Wahlbezirk Nikosia gewählt.
Am 27. November 2023 gab Attalides bekannt, dass sie sich der Bewegung Volt Europa und der neu gegründeten Partei Volt Zypern angeschlossen habe. Am 3. Dezember 2023 wurde sie auf dem Gründungsparteitag von Volt gemeinsam mit Charilaos Velaris zur Co-Vorsitzenden gewählt.

## Andere Aktivitäten
Sie ist Gründungsmitglied der Organisation Friends of Akamas. Darüber hinaus war sie Mitglied der Women Come Back-Bewegung.

## Privatleben
Attalides ist verheiratet und hat einen Sohn.